# Eupithecia immundata
Eupithecia immundata es una especie de polilla de la familia Geometridae. La especie fue descrita por primera vez por Friederike Lienig habiendo sido descrita en 1846, con distribución en las montañas de Europa. El holotipo de la especie fue descrita en los alrededores de Livonia.

## Distribución
La polilla ha sido descrita desde Rusia hasta Europa occidental: 366  y desde Escandinavia central hasta los Alpes escandinavos. En el norte de Europa la especie se encuentra dispersa y muy localizada en toda Dinamarca, en Noruega se ha descrito en pequeñas cantidades en el fiordo de Oslo y Søgne, en toda Suecia y en lugares esporádicos de Finlandia. En España se ha descrito en el Valle de Arán, a poca distancia de Salardú, así como en los Pirineos, los Alpes y los Cárpatos. 
Su hábitat son los bosques sobre suelo fértil de bosques caducifolios y mixtos, sombreados y ricos en hierbas. El período de vuelo de los adultos es durante todo junio. La larva vive desde finales de junio hasta principios de agosto en los frutos del arándano.
En algunos países stá catalogada como especie casi amenazada en la Lista Roja de Especies. La especie está amenazada por la deforestación de los bosques donde vive, porque cuando se tala el bosque, la polilla queda más expuesta a las heladas y, por lo tanto, es incapaz de producir huevos todos los años.

## Descripción
Es una polilla pequeña con una envergadura de 17 a 20 milímetros (0,7 a 0,8 plg). Es de color general gris amarillento. La base del abdomen es gris pálido. Tiene gran similitud con Eupithecia plumbeolata la cual es ligeramente más pequeña, con marcas más contrastantes y, como en el caso de Eupithecia thalictrata, tiene un color base predominantemente marrón grisáceo.
Como ocurre con muchas especies de polillas de las flores, una identificación fiable debe ser realizada por especialistas, siendo aconsejable también un análisis morfológico genital para una clasificación clara. Parece estar estrechamente relacionada con la especie americana E. cimicifugata.

### Alas
El margen anterior del ala es amplio y negruzco, con líneas sinuosas y transversas oscuras.: Notas 1  Incluso en los ejemplares recién nacidos, las marcas sólo son vagamente reconocibles. 
La línea exterior cuenta con vetas de venas negras contiguas. Tres líneas transversales pálidas suelen tener poco contraste y apenas destacan del fondo. La mayor parte de las muestras estudiadas carecen del punto discal. Las alas traseras, que tampoco tienen casi marcas, son ligeramente más claras que las alas delanteras.

### Huevo
El huevo, de color blanquecino a verde claro, tiene un polo puntiagudo y otro romo. La superficie está cubierta por una red de células débilmente desarrolladas.

### Oruga
Las orugas adultas son blanquecinas, cortas y gruesas, tienen segmentos claramente constreñidos y parecen tener forma de gusano. El escudo de la cabeza y el cuello son de color marrón oscuro.

### Pupas
Las pupas tienen un color que va del amarillo miel al ámbar y muestran vainas de alas verdosas. Hay seis cerdas cortas en el cremáster.

## Ciclo de vida
Hay dos generaciones por año con adultos volando desde mediados de mayo hasta junio. Pasa el invierno como pupa, a veces dos veces. Las mariposas son predominantemente nocturnas. También aparecen en ambos sexos en fuentes de luz artificial. Los huevos se ponen individualmente en los frutos aún verdes de la planta huésped de la oruga. Las orugas viven en julio y agosto. 
Las orugas se alimentan de los frutos del hipérico Actaea spicata, en el que también viven. Las orugas se pueden encontrar desde finales de junio hasta mediados de agosto. Las orugas viven en el fruto de su planta huésped en el cual es una especie especializada como depredador de las semillas. Cuando crecen completamente, caen al suelo y pupan en una red sólida sobre o dentro del suelo. 
En asociación con un grupo de parasitoides afectan el tamaño de la población de las plantas. En mayores números, los parasitoides reducen el nivel de depredación de las semillas, estableciendo una estable relación con la sobrevivencia de la planta. En poblaciones pequeñas, generalmente se depredó una gran proporción de semillas debido a la presencia de polillas y la ausencia de parasitoides o no hubo depredación de semillas cuando el musgo estaba ausente.